# جاسمين كريسويل
جاسمين كريسويل (بالإنجليزية: Jasmine Cresswell)‏ (1941، ويلز في المملكة المتحدة)؛ روائية بريطانية-ويلزية. درست في جامعة ملبورن.